# Cody Spencer
Cody Spencer (født 1. juni 1981 i Port Lavaca, Texas, USA) er en tidligere amerikansk footballspiller, der spillede i NFL som linebacker for Detroit Lions Tennessee Titans og New York Jets. 

## Klubber
- Tennessee Titans (2004–2005)
- New York Jets (2006–2008)
- Detroit Lions (2009)